# Čája obojková
Čája obojková, jinak také čája chocholatá (Chauna torquata), je vrubozobý pták z čeledi kamišovití (Anhimidae) původem z neotropické oblasti, jeden ze dvou druhů z rodu čája (Chauna).

## Výskyt
Domovinou čáji obojkové je jihovýchodní Peru, severní Bolívie, Paraguay, jižní Brazílie, Uruguay a severní Argentina. Typickým biotopem jsou různá vlhká stanoviště, např. jezera, zaplavené louky, mokřady atp. Zejména mimo hnízdní sezónu se však čáje stahují i do sušších stanovišť, čímž představují mezi kamišovitými spíše výjimku. Tehdy se sdružují i do tísícihlavých hejn, jež se zdržují ve stepních oblastech či na obdělávaných polích a pastvinách.

## Popis
Čája obojková dosahuje délky těla 61–69 cm, délky ocasu 22–26 cm, délky křídla 53–57 cm a celkové tělesné hmotnosti 4–4,5 kg. Opeření je převážně břidlicově šedé s hnědými odstíny. Na krku vyniká dvojice límcovitých kroužků: první je tvořen černým nadýchaným peřím, nad ním je pak bílý límec z krátkého chmýří a lysé kůže. Hlava je zdobena zježenými pery, zobák je krátký, robustní a zahnutý. V ohbí křídel vyrůstají ostré drápovité ostruhy, sloužící jako zbraň při vzájemných soubojích.
Jde o dobré letce i plavce. Vyjma dutých a odlehčených kostí jsou čáje vybaveny i specializovanými vzduchovými kapsami pod kůží, jež jim umožňují vznášet se na vodní hladině. Dlouhé prsty zadních končetin jsou zase uspořádány tak, aby rozložily váhu ptáka i na nestabilním bažinatém povrchu.

## Chování

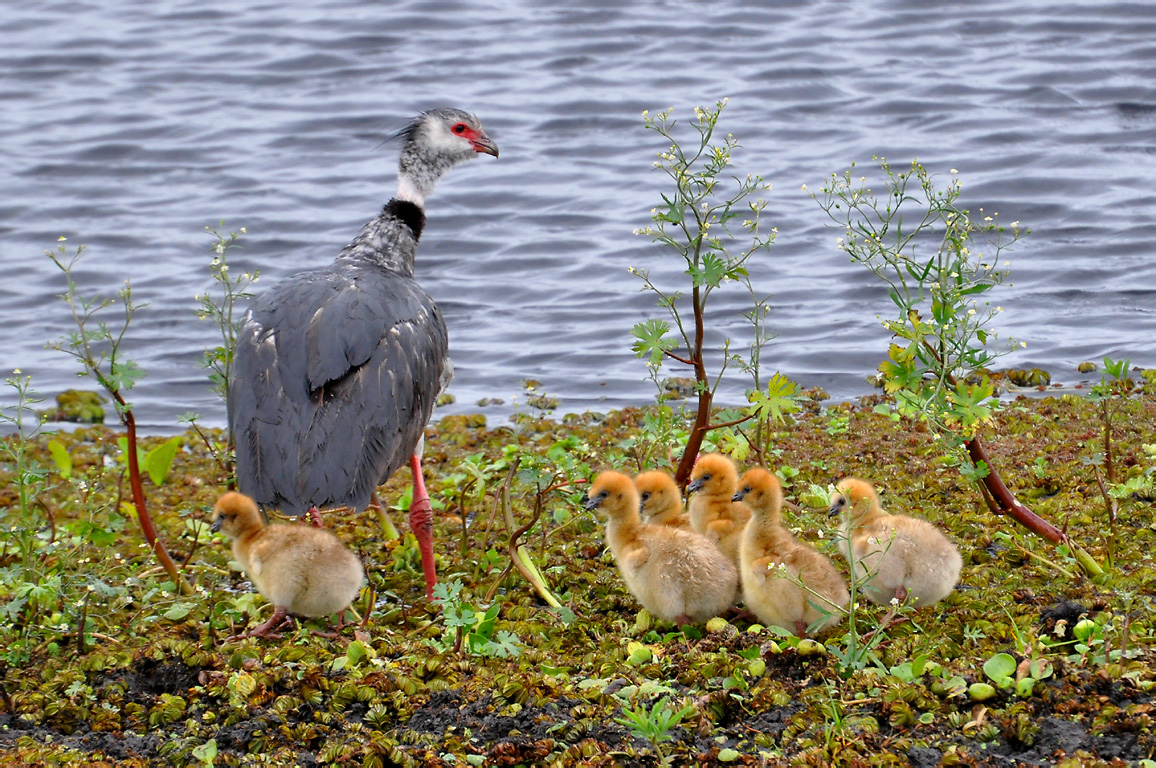
Čája s kuřaty v Rio Grande do Sul

Čáje obojkové se živí vodními rostlinami, semeny, vzácně menšími druhy živočichů, a to zejména v době hnízdění. Známé se staly především pro své silné křiklavé volání, které jim vyneslo i jméno (místní označení „chajà“ představuje onomatopoion). V některých regionech jsou čáje ceněny pro jejich ostražitost a schopnost upozorňovat křikem na přítomnost vetřelce – mohou tak představovat alternativu k hlídacím psům.
Během období hnízdění, které připadá na australské jaro, si jinak společenští ptáci začnou vydržovat hnízdní teritorium. Hnízdo budují oba členové páru, přičemž jde o mohutnou skulpturu z vegetace, již si čáje typicky vytvářejí v mělké vodě. Snůšku tvoří 3 až 6 vajec, která jsou inkubována 40 až 45 dní. Následně se líhnou kuřata typická svou žlutou barvou. Ačkoli jsou mláďata nekrmivá, dlouhodobě využívají i pečlivé rodičovské péče. Schopnost letu získají do 8.–10. týdne života, nezávislá se stávají okolo 12.–14. týdne života.

## Ohrožení
Mezinárodní svaz ochrany přírody (IUCN) považuje čáju obojkovou za málo dotčený druh, a to na základě širokého areálu výskytu plus početné a stabilní populaci. Především v Argentině mohou být čáje pronásledovány na základě mylné představy, že mohou konkurovat hospodářským zvířatům na pastvě, přenášet na ně choroby, případně škodit na úrodě.
Ačkoliv jsou čáji pro svůj mimořádný vzhled i hlas často k vidění v zoologických zahradách, odchovy se vzhledem k choulostivosti mláďat zdaří jen vzácně. V Zoo Praha v roce 2025 proběhl úspěšný odchov dvou mláďat po dlouhých 41 letech.